# アチェ統治法
アチェ統治法（あちぇとうちほう、2006年法律第11号、英：Law on governing of Aceh）はインドネシアの法律。ヘルシンキ和平合意に基づいて2006年7月11日に採択され、アチェの自治権について定めている。

## 背景と制定までの経緯

### アチェ独立運動
インドネシアは2002年5月に東ティモールの独立を経験しており、インドネシア政府にアチェ州やパプア州の分離独立運動への対応は重要な課題であった。遠藤によれば、この3つの地域の独立運動にはそれぞれ異なる背景が存在した。東ティモールはインドネシアと旧宗主国が異なっており、インドネシアは旧オランダ領だが東ティモールは旧ポルトガル領であり1976年に武力併合されていた。パプア州は人種的な差異があり、インドネシア人はマレー人が多いがパプア州ではメラネシアが多いことが背景にあった。一方、アチェ州の背景にはイスラム教があった。インドネシアはイスラム教徒が約9割を占めているもののイスラム教を国教に指定しておらず、イスラム教、カトリック、プロテスタント、ヒンドゥー教、仏教の5つを公認宗教としていた。アチェ州はイスラム信仰の強い地域であったため、イスラム教を国教に指定していないインドネシアに対し住民は強い不満を抱いていた。また、アチェ州は歴史上「独立」に積極的な傾向がみられるとの指摘があり、例として19世紀後半にはオランダの支配に最後まで抵抗し、1945年からのインドネシア独立戦争ではインドネシア臨時政府の一時的な拠点となり、また1948年からのイスラム教国樹立を目指すダルル・イスラム運動に参加したことがあげられている。
また、東京大学の西芳美は、GAMと治安当局が対立する中で治安が悪化し暴力事件が多発したため、アチェの人々は護身のためにGAMか治安当局のどちらかの庇護下に入るしかなく、また国際社会がアチェが分離独立するのかインドネシアが統合されるのかという点に注目していたため、国際社会の関心を引くにはGAMを支持して分離独立を求めるのか、それとも中央政府を支持するのかの二択を選ぶ必要があったのだと主張している。

#### アチェ紛争
1959年、首相決定によりアチェ州は「特別州」に指定され、教育、宗教、伝統文化に関する特別な自治が認められたが、この自治権は有名無実化した。1970年代には独立運動が活発になり、その背景には石油と天然ガス採掘の利権があった。1976年、アチェ州の分離独立を目的として自由アチェ運動 (GAM) が結成された。1989年、スハルト政権はアチェ州を「軍事作戦地域（Daerah Operasi Milite、略称DOM）」に指定した。スハルト政権中はDOM指定は解除されず、次のユスフ・ハビビ政権に移った後の1998年8月に解除された。メガワティ大統領が就任した翌月の2001年8月、アチェ州特別自治法が制定され翌年1月に施行された。これによりアチェ州の自治は保証されたが、紛争は継続した。遠藤聡はこの理由として、特別自治法で認められたのはあくまでも「特別州」としての「特別自治」であり、GAMは分離独立または連邦制への移行を視野に入れて「自治政府」の樹立を求めていたことをあげている。2003年6月にメガワティ大統領がアチェ州への外国人、NGO、ジャーナリストの立ち入りを禁止する大統領令を発令し、同年8月にはアチェ州に対し軍事非常事態宣言を布告、インドネシア国軍はGAM掃討のため軍事作戦を開始した。2004年5月には宣言は解除されて民間非常事態へと移行したが、国軍とGAMは抗争を継続していた。

#### 和平
ユドヨノ政権下の2004年12月にスマトラ島沖地震が発生したことが和平の切っ掛けとなった。この地震によるアチェ州の被害は死者12万8000人、行方不明者3万7千人、被災者100万人とされており、インドネシア政府と当時スウェーデンに亡命していたGAMは国際社会からの復興支援活動を促進させるため、非公式にだが停戦することに合意した。フィンランドのNGOクライシス・マネジメント・イニシアティブ (CMI) の代表でフィンランド前大統領（当時）のマルティ・アハティサーリが仲介しヘルシンキで和平交渉が行われた。2005年1月から7月にかけて5回の会談が行われ、5月にはアチェ州の民間非常事態が解除された。8月15日、「インドネシア共和国とアチェ自由運動との間における合意に関する覚書」（ヘルシンキ和平合意）が調印された。これによりアチェ紛争は終結し、GAMは独立要求を撤回したが地方政党を設立する権利を確約され、アチェ州には強力な自治権が認められた。また、和平合意の第1条1項で2006年3月31日までにアチェ統治法を制定・施行することが定められた。9月15日には和平合意の第5条で定められたアチェ監視団がEU、ノルウェー、スイス、ブルネイ、マレーシア、フィリピン、シンガポール、タイによって設置され、和平合意の条項が実施されていった。

### アチェ統治法制定
2005年9月中旬から、中央政府とアチェ州政府は法案の起草作業を開始したが、GAMはこれに参加しなかった。また、中央政府とアチェ州政府の草案では以下のような相違点が発生した。
| 論点                       | 中央政府草案 | アチェ州政府草案 |
| -------------------------- | --- | --- |
| 中央政府の権限             | 中央政府の権限である統治問題を除き、アチェ及びアチェの県は、すべての公共セクターにおける自らの統治問題に対して管理し、処理する権限をもつ。 | 中央政府の権限に属する領域を除き、アチェは、すべての公共セクターにおける権限をもつ。                                                              |
| 中央政府の権限             | 中央政府の権限である統治問題とは、外交政策、国防（defense）、治安（security）、司法、金融及び国家財政問題、宗教に関する係争、である。      | 中央政府の権限に属する領域とは、外交政策、対外的防衛（external defense）、国家安全保障（national security）、金融及び財政政策並びに司法、である。 |
| 中央政府の権限             | 中央政府の権限が行使される統治問題には、法律によって中央政府の権限の下にあると明示されたその他の統治問題が加えられる。                     | この中央政府の権限は、法律及び規則に従い、アチェ政府又は県政府に対して、一部又はすべてが行使される。                                              |
| 政党無所属                 | アチェにおける選挙には、政党又は政党連合の立候補のみが認められる。                                                                         | アチェにおける選挙に、無所属候補の立候補を認める。                                                                                                |
| 経済問題                   | インドネシアの地方自治法の下で、州及び県に対して交付される標準一般配分金の5%に当たる特別配分金を交付する。                                 | 歳入に、税及び天然資源からの税収を加える。 |
| 人権問題                   | インドネシアの法律により承認された国際条約基準のみを支持することを要求する。                                                               | すべてのレベルの政府（中央政府及び地方政府を指す）は、国際条約で規定される人権基準を支持する義務を負う。                                          |
| 草案の文章は出典より引用。 | | |

中央政府の権限に関する相違について、『外国の立法』ではアチェ州政府が「自治政府」を前提として草案をまとめたのに対し、中央政府側は権限を縮小することで中央政府による介入の余地を残したかったようだと推測している。2006年7月11日、和平合意で定められた3月31日より遅くなったもののアチェ統治法は採択された。

## 内容・構成
40章273条で構成されている。同法では「アチェ居住者」と「アチェ出身者」の2つのカテゴリが記載されており、前者のみ権利や義務が記載されておりアチェの統治における担い手及び対象として扱われている。また、特定の民族に付与する権限は存在しない。
第11条では地方政党について定められた。これまでインドネシアでは地方行政であっても全国政党しか参加することができなかったが、同法によりアチェ州の地方選挙に限っては地方政党からの出馬が可能になった。
第17条でイスラム法とその履行について、第18条でイスラム法廷について定められた。家族法、民法、刑法に関する裁判を扱う権限がイスラム法廷に与えられ、イスラム教徒はこの分野の裁判はイスラム法廷で受けることになり、また非イスラム教徒は一般法廷とイスラム法廷を選択できるようになっていた。

## 制定後
2006年7月11日、アチェ統治法採択と同日にアチェ住民投票情報センター (SIRA) の主導によりゼネストが発生した。SIRAは同法の採択に反対しており、その理由として和平合意、特に地方評議会について定めた第8条、中央政府と地方政府の権限について定めた第11条の基準を満たしていないと主張した。
また、GAMも同法を早期に改定するよう求めた。8月2日、GAM幹部のイルワンディ・ユスフは同法の和平合意に従っていない点をあげて早期改正の必要性を強調した。彼が指摘した違反点は以下のとおりである。
1. 中央政府はアチェに関する全ての政策についてアチェ政府・議会の「承認」を得る必要があると和平合意で定めていたが、「承認」が「協議」に変更されている[14]。
2. 第11条で中央政府がアチェに直接干渉することを認めている[14]。
3. 治安の回復について定めた治安合意第4条で国防のためインドネシア国軍1万4700人を駐留することになっていたが[22]同法では条文化されておらず、また治安合意で規定のなかった津波被害への復興支援などが国軍の役割とされている[14]。
4. アチェと国際社会とのアクセス、国軍に対する一般の裁判所の設置についての規定がない[14]。

8月15日にはGAMの他のメンバーも同法の問題点を指摘した。GAMの前外相を名乗るザイニ・アブドゥラは和平を歓迎しつつも同法の和平合意に違反している点を述べ、元交渉役のテンク・カマルザマンは外国直接投資の誘致や天然資源管理に関する条文への批判を述べ、GAM武装勢力の前指揮官であるムザキル・マナフは武装勢力に所属していた3万人が政府の補償を待っていると強調した。
同年12月11日、アチェ統治法に基づいてアチェ州首相選挙が実施された。GAMは古参幹部と若手幹部の意見が対立したため地方政党を設立することができず、古参幹部と若手幹部がそれぞれ別の候補を擁立、彼ら候補者は無所属で出馬した。その結果、若手幹部の擁立した候補であるイルワンディ・ユスフとSIRA代表のムハンマド・ナザルがそれぞれ州知事と州副知事に当選した。